# El Debate: La Revancha (Argentina)
El Debate: La Revancha fue un especial, el cual tuvo lugar dentro del espacio El Debate de Gran Hermano, cuya edición fue la primera y única en realizarse en Argentina. Fue trasmitido en el canal América TV. Su inicio comenzó el 5 de septiembre de 2016 bajo la conducción de Pamela David. Además de contar con la participación de un jurado, conformado por Flavio Azzaro, un invitado especial y los dos últimos ganadores de Gran Hermano, Francisco Delgado (GH 2015) y Luis Fabián Galesio (GH 2016) quienes fueron los "veedores". En esta ocasión, el ganador obtuvo un auto 0km de alta gama. Luego de 25 días de competencia, el juego finalizó el viernes 30 de septiembre resultando ganadora la rosarina Ivana Icardi.

## Mecánica
Esta vez, algunos de los participantes de Gran Hermano 9, se volvieron a enfrentar, pero en esta ocasión fuera de la Casa. Se dividieron en dos equipos de ocho integrantes. Semana tras semana se enfrentaron día a día para sumar puntos en juegos y/o retos callejeros. El jurado observaba qué equipo había realizado mejor la prueba y daba sus puntos. Al final del día, en La Revancha Prime Time, el equipo perdedor tenía que "manchar" a uno de sus compañeros, que el día de eliminación estaría en riesgo de quedar fuera de juego. Eso lo decidían dos miembros del equipo perdedor, que eran elegidos por el equipo ganador y se tendrían que poner de acuerdo en la "negociación", de lo contrario ambos quedarían "manchados".

## Jurado
| Jurado               | Jurado                | Jurado                                                       | Jurado         | Jurado         | Jurado         | Jurado         | Jurado         | Jurado         |
| Jurado Titular       | Jurado Titular        | Jurado Titular                                               | Jurado Titular | Jurado Titular | Jurado Titular | Jurado Titular | Jurado Titular | Jurado Titular |
| Jurado               | Jurado                | Profesión                                                    |                |                |                |                |                |                |
| -------------------- | --------------------- | ------------------------------------------------------------ | -------------- | -------------- | -------------- | -------------- | -------------- | -------------- |
| Bandera de Argentina | Flavio Azzaro         | Periodista                                                   |                |                |                |                |                |                |
| Jurados Invitados    |                       |                                                              |                |                |                |                |                |                |
| Bandera de Argentina | Cinthia Fernández     | Modelo / Gimnasta / Bailarina / Actriz / Vedette / Mediática |                |                |                |                |                |                |
| Bandera de Argentina | Sofía "Jujuy" Jiménez | Modelo / Actriz / Conductora / Comunicadora Social           |                |                |                |                |                |                |
| Bandera de Argentina | Brian Lanzelotta      | Exparticipante de Gran Hermano 2015 / Músico                 |                |                |                |                |                |                |
| Bandera de Argentina | Agustina Kämpfer      | Periodista                                                   |                |                |                |                |                |                |
| Bandera de Argentina | María Paz Delgado     | Exparticipante de Gran Hermano 2015 / Modelo                 |                |                |                |                |                |                |

| Veedores             | Veedores               | Veedores                                                   | Veedores         | Veedores         | Veedores         | Veedores         | Veedores         | Veedores         |
| Veedores Titular     | Veedores Titular       | Veedores Titular                                           | Veedores Titular | Veedores Titular | Veedores Titular | Veedores Titular | Veedores Titular | Veedores Titular |
| Veedores             | Veedores               | Profesión                                                  |                  |                  |                  |                  |                  |                  |
| -------------------- | ---------------------- | ---------------------------------------------------------- | ---------------- | ---------------- | ---------------- | ---------------- | ---------------- | ---------------- |
| Bandera de Argentina | Francisco Delgado      | Ganador Gran Hermano 2015 / Mediático / Modelo             |                  |                  |                  |                  |                  |                  |
| Bandera de Argentina | Luis Fabián Galesio    | Ganador Gran Hermano 2016 / Futbolista                     |                  |                  |                  |                  |                  |                  |
| Veedor Invitado      |                        |                                                            |                  |                  |                  |                  |                  |                  |
| Bandera de Argentina | Fernando Parada Villar | Exparticipante de Gran Hermano 2015 / Ingeniero Industrial |                  |                  |                  |                  |                  |                  |

## Participantes
En este especial, Macarena Pérez, Azul Carrizo, Marian García Farjat y Bárbara Kolm, rechazaron la invitación a La Revancha, por lo tanto, una de las aspirantes (Antonella Rossetti), ingresó al programa. Luis Fabián Galesio no tenía permitido participar, ya que él ganó Gran Hermano 2016, la última temporada misma. Los demás participantes, aceptaron ser parte de esta sección. Además, las hermanas Pozzi, Antonella P. y Julieta, participaron por separado.
| Posición | Nombre | Nombre                                                              | Edad | Procedencia            | Posición GH | Estado                                                | Manchadas | Tiempo  |
| -------- | ------ | ------------------------------------------------------------------- | ---- | ---------------------- | ----------- | ----------------------------------------------------- | --------- | ------- |
| 1.º      |        | Ivana Icardi Estudiante de Diseño de Indumentaria                   | 21   | Rosario                | 2.º         | Ganadora de El Debate: La Revancha                    | 0         | 25 días |
| 2.º      |        | Yasmila Mendeguía Promotora                                         | 19   | Mar del Plata          | 5.º         | Sub-campeona de El Debate: La Revancha                | 1         | 25 días |
| 3.º      |        | Agustín Pappa Estudiante de Administración de Empresas / Deportista | 20   | Escobar                | 12.º        | 3.er Puesto de El Debate: La Revancha                 | 2         | 25 días |
| 4.º      |        | Dante Sendyk Trotamundos                                            | 27   | Cipolletti             | 15.º        | Finalista de El Debate: La Revancha                   | 2         | 25 días |
| 5.º      |        | Matías Portillo Director de Artes Escénicas                         | 21   | Corrientes             | 9.º         | Finalista de El Debate: La Revancha                   | 1         | 25 días |
| 6.º      |        | Matías Schwartzman Cantante                                         | 29   | San Telmo              | 11.º        | Finalista de El Debate: La Revancha                   | 1         | 25 días |
| 7.º      |        | Patricio Sills Estudiante de Administración de Empresas             | 21   | San Antonio de Areco   | 6.º         | Semifinalista Eliminado de El Debate: La Revancha     | 1         | 24 días |
| 8.º      |        | Belén Cavanay D’Alessandro Azafata                                  | 21   | Colegiales             | 14.º        | Semifinalista Eliminada de El Debate: La Revancha     | 0         | 24 días |
| 9.º      |        | Gabriel Di Tocco Carpintero                                         | 20   | Burzaco                | 7.º         | Pre-Semifinalista Eliminado de El Debate: La Revancha | 2         | 23 días |
| 10.º     |        | Julieta Pozzi Estudiante de Ciencias Económicas                     | 21   | General Roca           | 17.º        | Pre-Semifinalista Eliminada de El Debate: La Revancha | 0         | 23 días |
| 11.º     |        | Leandro Robin Músico                                                | 29   | Yerba Buena            | 4.º         | 6.º Eliminado de El Debate: La Revancha               | 2         | 21 días |
| 12.º     |        | Antonella Pozzi Estudiante de Psicología                            | 21   | General Roca           | 17.º        | 5.ª Eliminada de El Debate: La Revancha               | 1         | 21 días |
| 13.º     |        | Cynthia Aller Modelo / Promotora                                    | 28   | San Martin             | 19.º        | 4.ª Eliminada de El Debate: La Revancha               | 1         | 14 días |
| 14.º     |        | Antonella Rossetti Estudiante de Medicina / Modelo                  | 23   | Ciudad de Buenos Aires | —           | 3.ª Eliminada de El Debate: La Revancha               | 1         | 14 días |
| 15.º     |        | Mauricio Guirao Albañil                                             | 24   | Fray Luis Beltrán      | 3.º         | 2.º Eliminado de El Debate: La Revancha               | 1         | 7 días  |
| 16.º     |        | Ainelén Thevenon Odontóloga / Actriz                                | 28   | Río Gallegos           | 8.º         | 1.ª Eliminada de El Debate: La Revancha               | 1         | 7 días  |

## Equipos
| \| Equipo \| Competidores \| Competidores \| \| -------- \| ------------ \| ------------ \| \| Equipo 1 \| \| Belén \| \| Equipo 1 \| Dante \| \| \| Equipo 1 \| Gabriel \| \| \| Equipo 1 \| Julieta \| \| \| Equipo 1 \| Matías S. \| \| \| Equipo 1 \| Yasmila \| \| \| Equipo 1 \| Leandro \| \| \| Equipo 1 \| Ainelén \| \| |              |              |
| Equipo | Competidores | Competidores |
| Equipo 1 |              | Belén        |
| Equipo 1 | Dante        |              |
| Equipo 1 | Gabriel      |              |
| Equipo 1 | Julieta      |              |
| Equipo 1 | Matías S.    |              |
| Equipo 1 | Yasmila      |              |
| Equipo 1 | Leandro      |              |
| Equipo 1 | Ainelén      |              |

| Equipo   | Competidores | Competidores |
| -------- | ------------ | ------------ |
| Equipo 2 |              | Agustín      |
| Equipo 2 | Ivana        |              |
| Equipo 2 | Matías P.    |              |
| Equipo 2 | Patricio     |              |
| Equipo 2 | Antonella P. |              |
| Equipo 2 | Cynthia      |              |
| Equipo 2 | Antonella R. |              |
| Equipo 2 | Mauricio     |              |

| Fusión | Competidores | Competidores |
| ------ | ------------ | ------------ |
| Fusión | Ivana        |              |
| Fusión | Yasmila      |              |
| Fusión | Agustín      |              |
| Fusión | Dante        |              |
| Fusión | Matías P.    |              |
| Fusión | Matías S.    |              |
| Fusión | Patricio     |              |
| Fusión | Belén        |              |
| Fusión | Gabriel      |              |
| Fusión | Julieta      |              |

## Resultados generales
| Ivana        | Salvada   | Salvada   | Salvada   | Salvada   | Finalista | Finalista | Ganadora     |  |  |  |  |  |  |  |  |  |  |  |  |  |  |  |  |  |  |  |  |  |  |  |  |  |  |  |  |  |  |  |  |  |  |  |  |  |  |  |  |  |  |  |  |  |  |  |  |  |  |  |  |  |  |
| Yasmila      | Salvada   | Manchada  | Salvada   | Salvada   | Finalista | Finalista | Sub-campeona |  |  |  |  |  |  |  |  |  |  |  |  |  |  |  |  |  |  |  |  |  |  |  |  |  |  |  |  |  |  |  |  |  |  |  |  |  |  |  |  |  |  |  |  |  |  |  |  |  |  |  |  |  |  |
| Agustín      | Manchado  | Salvado   | Manchado  | Salvado   | Finalista | Finalista | 3.er Puesto  |  |  |  |  |  |  |  |  |  |  |  |  |  |  |  |  |  |  |  |  |  |  |  |  |  |  |  |  |  |  |  |  |  |  |  |  |  |  |  |  |  |  |  |  |  |  |  |  |  |  |  |  |  |  |
| Dante        | Manchado  | Salvado   | Manchado  | Salvado   | Finalista | Eliminado |              |  |  |  |  |  |  |  |  |  |  |  |  |  |  |  |  |  |  |  |  |  |  |  |  |  |  |  |  |  |  |  |  |  |  |  |  |  |  |  |  |  |  |  |  |  |  |  |  |  |  |  |  |  |  |
| Matías P.    | Salvado   | Manchado  | Salvado   | Salvado   | Finalista | Eliminado |              |  |  |  |  |  |  |  |  |  |  |  |  |  |  |  |  |  |  |  |  |  |  |  |  |  |  |  |  |  |  |  |  |  |  |  |  |  |  |  |  |  |  |  |  |  |  |  |  |  |  |  |  |  |  |
| Matías S.    | Salvado   | Manchado  | Salvado   | Salvado   | Finalista | Eliminado |              |  |  |  |  |  |  |  |  |  |  |  |  |  |  |  |  |  |  |  |  |  |  |  |  |  |  |  |  |  |  |  |  |  |  |  |  |  |  |  |  |  |  |  |  |  |  |  |  |  |  |  |  |  |  |
| Patricio     | Salvado   | Salvado   | Manchado  | Salvado   | Eliminado |           |              |  |  |  |  |  |  |  |  |  |  |  |  |  |  |  |  |  |  |  |  |  |  |  |  |  |  |  |  |  |  |  |  |  |  |  |  |  |  |  |  |  |  |  |  |  |  |  |  |  |  |  |  |  |  |
| Belén        | Salvada   | Salvada   | Salvada   | Salvada   | Eliminada |           |              |  |  |  |  |  |  |  |  |  |  |  |  |  |  |  |  |  |  |  |  |  |  |  |  |  |  |  |  |  |  |  |  |  |  |  |  |  |  |  |  |  |  |  |  |  |  |  |  |  |  |  |  |  |  |
| Gabriel      | Manchado  | Manchado  | Salvado   | Eliminado |           |           |              |  |  |  |  |  |  |  |  |  |  |  |  |  |  |  |  |  |  |  |  |  |  |  |  |  |  |  |  |  |  |  |  |  |  |  |  |  |  |  |  |  |  |  |  |  |  |  |  |  |  |  |  |  |  |
| Julieta      | Salvada   | Salvada   | Salvada   | Eliminada |           |           |              |  |  |  |  |  |  |  |  |  |  |  |  |  |  |  |  |  |  |  |  |  |  |  |  |  |  |  |  |  |  |  |  |  |  |  |  |  |  |  |  |  |  |  |  |  |  |  |  |  |  |  |  |  |  |
| Leandro      | Salvado   | Manchado  | Eliminado |           |           |           |              |  |  |  |  |  |  |  |  |  |  |  |  |  |  |  |  |  |  |  |  |  |  |  |  |  |  |  |  |  |  |  |  |  |  |  |  |  |  |  |  |  |  |  |  |  |  |  |  |  |  |  |  |  |  |
| Antonella P. | Salvada   | Salvada   | Eliminada |           |           |           |              |  |  |  |  |  |  |  |  |  |  |  |  |  |  |  |  |  |  |  |  |  |  |  |  |  |  |  |  |  |  |  |  |  |  |  |  |  |  |  |  |  |  |  |  |  |  |  |  |  |  |  |  |  |  |
| Cynthia      | Salvada   | Eliminada |           |           |           |           |              |  |  |  |  |  |  |  |  |  |  |  |  |  |  |  |  |  |  |  |  |  |  |  |  |  |  |  |  |  |  |  |  |  |  |  |  |  |  |  |  |  |  |  |  |  |  |  |  |  |  |  |  |  |  |
| Antonella R. | Salvada   | Eliminada |           |           |           |           |              |  |  |  |  |  |  |  |  |  |  |  |  |  |  |  |  |  |  |  |  |  |  |  |  |  |  |  |  |  |  |  |  |  |  |  |  |  |  |  |  |  |  |  |  |  |  |  |  |  |  |  |  |  |  |
| Mauricio     | Eliminado |           |           |           |           |           |              |  |  |  |  |  |  |  |  |  |  |  |  |  |  |  |  |  |  |  |  |  |  |  |  |  |  |  |  |  |  |  |  |  |  |  |  |  |  |  |  |  |  |  |  |  |  |  |  |  |  |  |  |  |  |
| Ainelén      | Eliminada |           |           |           |           |           |              |  |  |  |  |  |  |  |  |  |  |  |  |  |  |  |  |  |  |  |  |  |  |  |  |  |  |  |  |  |  |  |  |  |  |  |  |  |  |  |  |  |  |  |  |  |  |  |  |  |  |  |  |  |  |

     El participante se salva de ser manchado esa semana.
     El participante es manchado por decisión de dos de sus compañeros en La Negociación.
     El participante queda manchado por no ponerse de acuerdo en La Negociación con su compañero.
     El participante queda eliminado de El Debate la Revancha.
     El participante pasa la votación parcial y se convierte en semifinalista.
     El participante no logra pasar la pre-semifinal y queda eliminado.
     El participante se convierte en finalista.
     El participante no logra pasar la semifinal y queda eliminado
     El participante no logra pasar la 3° votación parcial y queda eliminado.
     El participante queda en 3° Puesto.
     El participante es subcampeón.
     El paricipante gana El Debate la Revancha.

## La Negociación
En esta edición, La Negociación, se utilizará como método para "Manchar" a los participantes del equipo perdedor, y que en los días de eliminación, dos de ellos estén en riesgo de quedar eliminados. El equipo ganador seleccionará dos participantes del equipo perdedor para que negocien a que participante de su equipo van a manchar. De no ser así, los dos participantes que estén negociando quedarán "Manchados".
| Semana | Día | Equipo Ganador | Participantes que negocian | Participantes que negocian | Participante manchados | Manchados por no decidir | Manchados por no decidir |
| Semana | Día | Equipo Ganador | Participante 1             | Participante 2             | Participante manchados | Participante 1           | Participante 2           |
| ------ | --- | -------------- | -------------------------- | -------------------------- | ---------------------- | ------------------------ | ------------------------ |
| 1      | 1   | Equipo 2       | Ainelén                    | Yasmila                    | Dante                  | —                        | —                        |
| 1      | 2   | Equipo 2       | Leandro                    | Belén                      | Ainelén                | —                        | —                        |
| 1      | 3   | Equipo 1       | Antonella R.               | Antonella P.               | Mauricio               | —                        | —                        |
| 1      | 4   | Equipo 1       | Ivana                      | Cynthia                    | Agustín                | —                        | —                        |
| 1      | 5   | Equipo 2       | Leandro                    | Yasmila                    | Gabriel                | —                        | —                        |
| 2      | 1   | Equipo 2       | Gabriel                    | Matías S.                  | Yasmila                | —                        | —                        |
| 2      | 2   | Equipo 1       | Matías P.                  | Cynthia                    | —                      | Matías P.                | Cynthia                  |
| 2      | 3   | Equipo 1       | Ivana                      | Patricio                   | Antonella R.           | —                        | —                        |
| 2      | 4   | Equipo 2       | Belén                      | Dante                      | Matías S.              | —                        | —                        |
| 2      | 5   | Equipo 2       | Leandro                    | Gabriel                    | —                      | Leandro                  | Gabriel                  |
| 3      | 1   | Equipo 1       | Matías P.                  | Antonella P.               | Agustín                | —                        | —                        |
| 3      | 2   | Equipo 1       | Patricio                   | Ivana                      | Antonella P.           | —                        | —                        |
| 3      | 3   | Equipo 2       | Yasmila                    | Matías S.                  | Leandro                | —                        | —                        |
| 3      | 4   | Equipo 2       | Gabriel                    | Dante                      | Dante                  | —                        | —                        |
| 3      | 5   | Equipo 1       | Matías P.                  | Ivana                      | Patricio               | —                        | —                        |

## Curiosidades
- Es la edición con más manchados en la historia de El Debate: La Revancha de Gran Hermano, teniendo un total de 7 manchados en la segunda semana de competencia fuera de la Casa de Gran Hermano, 4 por no decidir a quien manchar y 3 por la negociación por el equipo perdedor o ganador. 
  - Dante Sendyk luego de ser expulsado por fugarse de la casa sin avisar aceptó la invitación a ser parte de esta sección La Revancha.
  - Cynthia Aller luego de ser la primera eliminada de la última temporada anterior misma aceptó la invitación a ser parte de esta sección La Revancha.
  - Matías Portillo, Cynthia Aller, Leandro Robin y Gabriel Di Tocco nunca llegaron a ser manchados por la negociación sino por no decidir manchar.
- Ivana Icardi, Yasmila Mendeguía, Agustín Pappa, Dante Sendyk, Matías Portillo y Matías Schwartzman fueron los únicos participantes que estuvieron de principio a fin en la competencia (25 días).
- Antonella Rossetti fue la nueva participante con menor duración en el juego (14 días).
- Ivana Icardi fue la participante que gana El Debate: La Revancha y la única sin la necesidad de ser manchada por la negociación por el equipo perdedor o ganador (25 días).
- Varios de los participantes ya habían estado en televisión o son conocidos, familiares, amigos de famosos:
  - Ivana Icardi es la hermana del famoso futbolista, Mauro Icardi y cuñada de Wanda Nara.
  - Leandro Robin había participado del programa Soñando por cantar.
  - Yasmila Mendeguía era amiga de Francisco Delgado, ganador de la edición anterior, Gran Hermano 2015.
  - Matías Portillo y Antonella Pozzi habían participado en el programa de Guido Kaczka, La mejor Elección.
  - Matías Schwartzman es hermano del famoso tenista, Diego Schwartzman.